# Вітмен (Массачусетс)
Вітмен (англ. Whitman) — місто (англ. town) в США, в окрузі Плімут штату Массачусетс. Населення — 15 121 особа (2020).

## Демографія
Згідно з переписом 2010 року, у місті мешкало 14 489 осіб у 5300 домогосподарствах у складі 3746 родин. Було 5522 помешкання
Расовий склад населення:
| - 95,0 % — білих - 1,2 % — чорних або афроамериканців - 0,8 % — азіатів - 0,2 % — корінних американців - 1,0 % — осіб інших рас |

До двох чи більше рас належало 1,7 %. Частка іспаномовних становила 1,8 % від усіх жителів.
За віковим діапазоном населення розподілялося таким чином: 25,1 % — особи молодші 18 років, 64,3 % — особи у віці 18—64 років, 10,6 % — особи у віці 65 років та старші. Медіана віку мешканця становила 38,2 року. На 100 осіб жіночої статі у місті припадало 95,3 чоловіків;  на 100 жінок у віці від 18 років та старших — 92,7 чоловіків також старших 18 років.
Середній дохід на одне домашнє господарство  становив 92 853 долари США (медіана — 79 705), а середній дохід на одну сім'ю — 107 681 долар (медіана — 92 595). Медіана доходів становила 60 661 долар для чоловіків та 53 220 доларів для жінок. За межею бідності перебувало 6,9 % осіб, у тому числі 10,5 % дітей у віці до 18 років та 8,0 % осіб у віці 65 років та старших.
Цивільне працевлаштоване населення становило 8403 особи. Основні галузі зайнятості: освіта, охорона здоров'я та соціальна допомога — 26,5 %, роздрібна торгівля — 13,5 %, мистецтво, розваги та відпочинок — 11,5 %.